# Потопяване на Флота на откритото море
Потопяването на Флота на откритото море на Германия става в залива Скапа Флоу на британските Оркнейски острови на 21 юни 1919 г.
След поражението на Германската империя в Първата световна война германските моряци самопотапят своите кораби, за да избегнат предаването им на победителите.

## Интерниране на флота
Според условията на завършващото Първата световна война Компиенско примирие, сключено на 11 ноември 1918 г. между Германия и страните от Антантата, германският Флот на откритото море подлежи на интерниране. Тъй като обаче никоя неутрална страна не иска да поеме отговорността за неговия престой, германските кораби са конвоирани до главната база на британския флот в залива Скапа Флоу. Корабите пристигат там в периода от 25 до 27 ноември 1918 г. и престояват над половин година, очаквайки победителите да решат тяхната съдба. На съдовете са оставени германските екипажи, за техен командващ е назначен германският контраадмирал Лудвиг фон Ройтер, като британските домакини не се качват на борда на германските кораби без негово разрешение.
В преддверието на края на срока на примирието и подписването на Версайския договор фон Ройтер, не без основания, се опасява от предаването на германския флот на съюзниците. За да не допусне това организира самопотапяне на германските кораби.

## Потопяване на флота
Германците щателно се подготвят за самопотапянето на корабите, като изпълнението на този замисъл е съпроводено с известни трудности. За да не могат германците да нарушават условията на примирието (например да се опитат да избягат в неутрална Норвегия), британците поддържат в Скапа Флоу ескадра от линкори и множество стражеви кораби. Радиостанциите от германските кораби са свалени, преместването от кораб на кораб е забранено за моряците, обаче германците успяват да направят връзка помежду си чрез британския съд, превозващ пощата. По-голямата част от екипажите на германските кораби е откарана в Германия, за да се облекчи евакуацията на останалите от потъващите съдове. Датата за самопотапянето на флота е избрана по-рано – 21 юни, предполагаемият ден за подписване на Версайския договор. Малко преди това фон Ройтер разбира, че подписването на договора се отлага с 2 дни, но решава да не отлага замисленото, още повече че нищо неподозиращите за неговия замисъл британци в утрото на 21 юни извеждат ескадрата линкори на учения.
На 21 юни 1919 г. в 10:30 ч. фон Ройтер подава предварително уточнения сигнал. Екипажите издигат на корабите германските военноморски флагове и отварят кингстоните, като ги заклинват. В течение на 5 часа са потопени 10 линейни кораба (линкора), 5 линейни крайцера, 5 леки крайцера и 32 разрушителя. Британците не подозират за операцията, но спасяват на плитчините 1 линеен кораб („Баден“), 3 леки крайцера („Емден“, „Нюрнберг“ и „Франкфурт“) и 14 миноносеца. Те обстрелват потъващите кораби, качват се на тях, изисквайки от германците да затворят кингстоните, опитват се да направят това сами. В схватки на борда загиват 9 германски моряци (включително капитанът Шуман на линейния кораб „Маркграф“) или са застреляни в лодките. Те са последните жертви на Първата световна война. Само 4 миноносеца остават на вода.

## Последствия от акта
Британците и французите са вбесени, че германският флот потъва. Тъй като фон Ройтер и неговите подчинени нарушават условията на примирието, те са обявени за военнопленници. Британският адмирал Уемис отбелязва:

Гледам на потопяването като на истинки дар от небесата. То сваля болезнения въпрос за разпределянето на германските кораби. Предполагам, че отначало ще има много вой, но когато фактите станат известни, всеки ще си помисли като мен: „Слава Богу“.

След завръщането от плен през януари 1920 г. контраадмирал фон Ройтер е посрещнат в родината като герой, защитил честта на ВМС на Германия.
Последствията за Германия от акта се оказват доста тежки. Стойността на корабите е преизчислена и е добавена към сумата на репарациите, наложени от държавите-победителки на Германия. Така актът на самопотапянето носи морално удовлетворение, но влошава финансовото състояние на гражданите на Германия.

## Списък на корабите
Списък на германските кораби, намирали се в Скапа Флоу
| Наименование         | Тип            | Съдба             | По-нататъшна съдба                                                 |
| -------------------- | -------------- | ----------------- | ------------------------------------------------------------------ |
| Seydlitz             | линеен крайцер | потопен           | изваден през 1929 г.                                               |
| Moltke               | линеен крайцер | потопен           | изваден през 1927 г.                                               |
| Von der Tann         | линеен крайцер | потопен           | изваден през 1930 г.                                               |
| Derfflinger          | линеен крайцер | потопен           | изваден през 1939 г.                                               |
| Hindenburg           | линеен крайцер | потопен           | изваден през 1930 г.                                               |
| Kaiser               | линкор         | потопен           | изваден през 1929 г.                                               |
| Prinzregent Luitpold | линкор         | потопен           | изваден през 1929 г.                                               |
| Kaiserin             | линкор         | потопен           | изваден през 1936 г.                                               |
| Friedrich der Grosse | линкор         | потопен           | изваден през 1937 г.                                               |
| König Albert         | линкор         | потопен           | изваден през 1935 г.                                               |
| König                | линкор         | потопен           | не е изваден                                                       |
| Großer Kurfürst      | линкор         | потопен           | изваден през 1933 г.                                               |
| Kronprinz            | линкор         | потопен           | не е изваден                                                       |
| Markgraf             | линкор         | потопен           | не е изваден                                                       |
| Baden                | линкор         | изкаран на плитко | предаден на Великобритания, потопен като кораб-мишена през 1922 г. |
| Bayern               | линкор         | потопен           | изваден през 1933 г.                                               |
| Brummer              | крайцер        | потопен           | не е изваден                                                       |
| Bremse               | крайцер        | потопен           | изваден през 1929 г.                                               |
| Dresden              | крайцер        | потопен           | не е изваден                                                       |
| Cöln                 | крайцер        | потопен           | не е изваден                                                       |
| Karlsruhe            | крайцер        | потопен           | не е изваден                                                       |
| Nürnberg             | крайцер        | изкаран на плитко | предаден на Великобритания, потопен като кораб-мишена през 1922 г. |
| Emden                | крайцер        | изкаран на плитко | предаден на Франция, разкомплектован през 1926 г.                  |
| Frankfurt            | крайцер        | изкаран на плитко | предаден на САЩ, потопен като мишена през 1921 г.                  |
| S32                  | разрушител     | потопен           | изваден през 1925 г.                                               |
| S36                  | разрушител     | потопен           | изваден през 1925 г.                                               |
| G38                  | разрушител     | потопен           | изваден през 1924 г.                                               |
| G39                  | разрушител     | потопен           | изваден през 1925 г.                                               |
| G40                  | разрушител     | потопен           | изваден през 1925 г.                                               |
| V43                  | разрушител     | изкаран на плитко | предаден на САЩ, потопен като мишена през 1921 г.                  |
| V44                  | разрушител     | изкаран на плитко | предаден на Великобритания, разкомплектован през 1922 г.           |
| V45                  | разрушител     | потопен           | изваден през 1922 г.                                               |
| V46                  | разрушител     | изкаран на плитко | предаден на Франция, разкомплектован през 1924 г.                  |
| S49                  | разрушител     | потопен           | изваден през 1924 г.                                               |
| S50                  | разрушител     | потопен           | изваден през 1924 г.                                               |
| S51                  | разрушител     | изкаран на плитко | предаден на Великобритания, разкомплектован през 1922 г.           |
| S52                  | разрушител     | потопен           | изваден през 1924 г.                                               |
| S53                  | разрушител     | потопен           | изваден през 1924 г.                                               |
| S54                  | разрушител     | потопен           | изваден през 1921 г.                                               |
| S55                  | разрушител     | потопен           | изваден през 1924 г.                                               |
| S56                  | разрушител     | потопен           | изваден през 1925 г.                                               |
| S60                  | разрушител     | изкаран на плитко | предаден на Япония, разкомплектован през 1922 г.                   |
| S65                  | разрушител     | потопен           | изваден през 1922 г.                                               |
| V70                  | разрушител     | потопен           | изваден през 1924 г.                                               |
| V73                  | разрушител     | изкаран на плитко | предаден на Великобритания, разкомплектован през 1922 г.           |
| V78                  | разрушител     | потопен           | изваден през 1925 г.                                               |
| V80                  | разрушител     | изкаран на плитко | предаден на Япония, разкомплектован през 1922 г.                   |
| V81                  | разрушител     | изкаран на плитко | потъва на път за разкомплектоване                                  |
| V82                  | разрушител     | изкаран на плитко | предаден на Великобритания, разкомплектован през 1922 г.           |
| V83                  | разрушител     | потопен           | изваден през 1923 г.                                               |
| V86                  | разрушител     | потопен           | изваден през 1925 г.                                               |
| V89                  | разрушител     | потопен           | изваден през 1922 г.                                               |
| V91                  | разрушител     | потопен           | изваден през 1924 г.                                               |
| G92                  | разрушител     | изкаран на плитко | предаден на Великобритания, разкомплектован през 1922 г.           |
| G101                 | разрушител     | потопен           | изваден през 1926 г.                                               |
| G102                 | разрушител     | изкаран на плитко | предаден на САЩ, потопен като мишена през 1921 г.                  |
| G103                 | разрушител     | потопен           | изваден през 1925 г.                                               |
| G104                 | разрушител     | потопен           | изваден през 1926 г.                                               |
| B109                 | разрушител     | потопен           | изваден през 1926 г.                                               |
| B110                 | разрушител     | потопен           | изваден през 1925 г.                                               |
| B111                 | разрушител     | потопен           | изваден през 1926 г.                                               |
| B112                 | разрушител     | потопен           | изваден през 1926 г.                                               |
| V125                 | разрушител     | изкаран на плитко | предаден на Великобритания, разкомплектован през 1922 г.           |
| V126                 | разрушител     | изкаран на плитко | предаден на Франция, разкомплектован през 1925 г.                  |
| V127                 | разрушител     | изкаран на плитко | предаден на Япония, разкомплектован през 1922 г.                   |
| V128                 | разрушител     | изкаран на плитко | предаден на Великобритания, разкомплектован през 1922 г.           |
| V129                 | разрушител     | потопен           | изваден през 1925 г.                                               |
| S131                 | разрушител     | потопен           | изваден през 1924 г.                                               |
| S132                 | разрушител     | изкаран на плитко | предаден на САЩ, потопен през 1921 г.                              |
| S136                 | разрушител     | потопен           | изваден през 1925 г.                                               |
| S137                 | разрушител     | изкаран на плитко | предаден на Великобритания, разкомплектован през 1922 г.           |
| S138                 | разрушител     | потопен           | изваден през 1925 г.                                               |
| H145                 | разрушител     | потопен           | изваден през 1925 г.                                               |
| V100                 | разрушител     | изкаран на плитко | предаден на Франция, разкомплектован през 1921 г.                  |